# 네르구잉 엥흐바트
네르구잉 엥흐바트(몽골어: Нэргүйн Энхбат, 1962년 3월 19일~2022년 4월 6일)는 몽골의 전직 권투 선수이다. 몽골 국가대표 선수로 활동하여 1988년 하계 올림픽 남자 라이트급 종목에서 동메달을 획득했다. 또한 아시아 선수권 대회에서 금메달 1개, 동메달 1개, 굿윌 게임에서 동메달 1개를 획득했다.